# Parafia Podwyższenia Krzyża Świętego w Przytyku
Parafia Podwyższenia Krzyża Świętego w Przytyku – jedna z 10 parafii rzymskokatolickich dekanatu przytyckiego diecezji radomskiej.

## Historia
Przytyk od XIII w. występował jako wieś. Miasto założone zostało około 1464, a drugie lokowane obok w 1488. Wkrótce potem połączyły się. Przytyk był własnością Podlodowskich herbu Janina, później Kochanowskich. Utracił prawa miejskie po powstaniu styczniowym w 1869. Pierwotny kościół drewniany pw. Świętego Ducha i Świętego Krzyża istniał około 1511. Parafia erygowana przed 1525. W połowie XVI w. Podlodowscy przyjęli kalwinizm i zamienili świątynię na zbór kalwiński, ten jednak upadł około 1615. Ponownie wybudowano w początkach XVII w. kościół drewniany dla katolików. Kolejny drewniany pw. Znalezienia Krzyża Świętego pochodził z 1779. Obecny kościół, według projektu arch. Stefana Szyllera, zbudowany został w latach 1930–1935 staraniem ks. Jana Lipińskiego i ks. Władysława Dziubka. Konsekracji dokonał 29 lipca 1962 bp. Piotr Gołębiowski. Jest świątynią w stylu barokowym, wzniesioną z cegły, trójnawową i halową.

## Proboszczowie
- ks. Jan Chałupczak (1945–1950)
- ks. Stefan Sułecki (1950–1959)
- ks. Władysław Michałkowski (1959–1960)
- ks. Henryk Malczyk (1960–1966)
- ks. Wincenty Bień (1966–1982)
- ks. kan. Kazimierz Markowski (1982–1993)
- ks. kan. Henryk Jagieło (1993–2013)
- ks. prał. Sławomir Fundowicz (od 2013)

## Terytorium
- Do parafii należą: Maksymilianów, Oblas, Podgajek, Przytyk, Słowików, Studzienice, Suków, Zameczek, Żerdź.